# فلور، نورث‌همپتون‌شر
فلور (به انگلیسی: Flore) یک روستا و محله مدنی در بریتانیا است که در Daventry واقع شده‌است. فلور ۱٬۱۹۴ نفر جمعیت دارد.